# Station Rushbrooke
Station Rushbrooke is een spoorwegstation in Rushbrooke in het Ierse graafschap Cork. Het station ligt aan de forenzenlijn Cork - Cobh. Tussen beide plaatsen rijdt op werkdagen ieder half uur een trein.